# Propebela scalaroides
Propebela scalaroides är en snäckart som först beskrevs av Georg Ossian Sars 1878.  Propebela scalaroides ingår i släktet Propebela, och familjen kägelsnäckor. Arten är reproducerande i Sverige.